# Giovanni Battaglin
Giovanni Battaglin, född 22 juli 1951 i Marostica, är en tidigare professionell tävlingscyklist från Italien. Hans främsta meriter är vinst i Giro d'Italia 1981, samma år vann han också Vuelta a España.
Han vann Giro d'Italia för amatörer 1972, och året därpå blev han professionell med det italienska stallet Jollicermica. Battaglin gjorde sin debut i Grand Tour-sammanhang samma år när han tävlade i Giro d'Italia och han slutade trea på etapp 4 efter Eddy Merckx och José Manuel Fuente. Efter halva tävlingen var han placerad på andraplats i sammandraget efter Merckx men han tappade den sedan till Felice Gimondi. 21 år gammal slutade han trea i tävlingen.
Han bar Giro d'Italias rosa ledartröjan under fem dagar under Giro d'Italia 1975. Under 1979 tog han hem bergsmästartröjan i Tour de France och 1980 slutade han trea i Giro d'Italia.
Under säsongen 1981 vann han Vuelta a España efter att ha vunnit den tionde etappen och därefter burit ledartröjan i tävlingen till och med slutet. Det enda hotet mot vinsten var Pedro Muñoz. Tre dagar senare började Giro d'Italia 1981 och Battaglin stod återigen på startlinjen. Han vann den 19:e etappen och tog därefter den rosa ledartröjan från Silvano Contini. Den sista etappen var ett tempolopp och efter etappen stod det klart att Giovanni Battaglin hade vunnit tävlingen före den svenska cyklisten Tommy Prim. Giovanni Battaglin blev den andra cyklisten, efter Eddy Merckx, att vinna en dubbel på Vuelta a España och Giro d'Italia under samma år.
Battaglin avslutade sin karriär efter säsongen 1984. Redan under 1982 hade han startat en cykelfabrik i sin hemstad. Under 2002 sponsrade företaget det italienska stallet Ceramiche Panaria Fiordo.

## Främsta meriter
1971
Gran Premio Palio del Recioto
1972
Giro d'Italia (amatör)
1973
Giro del Lazio
3:a, Giro d'Italia
1974
Giro dell'Appennino
Morrovalle
1975
2 etapper, Giro d'Italia
1 etapp Katalonien runt
Giro di Puglia (+ 1 etapp)
Coppa Sabatini
1976
1 etapp, Tour de France
1977
Carpineti
Gran Premio di Montelupo
1978
Coppa Bernocchi
Acicatena
3 etapper Schweiz runt
1979
Baskien runt (+ 2 etapper)
Giro della Provincia di Reggio Calabria
1 etapp, Tour de Suisse
Coppa Agostoni
Coppa Placci
Trofeo Matteotti
Trofeo Pantalica
Col San Martino
1980
1 etapp, Giro d'Italia
Milano-Turin
Coppa Placci
Zambana di Trento
Milano-Vignola
1981
 1 etapp + slutställning Giro d'Italia
 1 etapp + slutställning Vuelta a España
1983
Lariano
1984
Col San Martino